# Robert Russell (Schauspieler)
Robert Russell (* 24. Mai 1936 in Kent; † 12. Mai 2008 in Maidenhead, Berkshire) war ein englischer Schauspieler.

## Biografie
Russell wurde in Kent geboren, verbrachte aber seine Kindheit bis zum Alter von elf Jahren in Südafrika. Nach seiner Schulausbildung arbeitete er in einer Goldmine. Nach seiner Rückkehr nach England genoss er eine Schauspielausbildung an der Webber Douglas Academy of Dramatic Art.
Nach mehreren Rollen im Royal National Theatre, unter anderem an der Seite von Laurence Olivier und Michael Gambon, trat er ab 1960 vermehrt im britischen Fernsehen auf. Seine wohl bekannteste Rolle hatte er an der Seite von Vincent Price im Film Der Hexenjäger. Dort spielte er den Assistenten des irren Hexenjägers. Weitere kleine Rollen hatte er in
Inspektor Clouseau, Othello (mit Laurence Olivier und Maggie Smith) und Mephisto 68.
Er trat in zahlreichen Serien wie Mit Schirm, Charme und Melone, Mondbasis Alpha 1 und Doctor Who auf. 1993 spielte er seine letzte Filmrolle im kanadischen Spielfilm Strange Horizons.
Mit 71 Jahren starb er an einem Herzinfarkt in Meidenhead, Berkshire.

## Filmografie (Auswahl)
- 1960: Police Surgeon (Fernsehserie, 2 Folgen)
- 1963: Shadow of Fear
- 1965: Othello
- 1967: Flüsternde Wände (The Whisperers)
- 1967: Mephisto 68
- 1968: Mit Schirm, Charme und Melone (The Avengers) (Fernsehserie, 1 Folge)
- 1968: Der Hexenjäger (Witchfinder General)
- 1969: Department S (Fernsehserie, 1 Folge)
- 1969: Randall & Hopkirk – Detektei mit Geist (Randall & Hopkirk (Deceased)) (Fernsehserie, 1 Folge)
- 1970: Ist ja irre – Liebe, Liebe usw. (Carry On Loving)
- 1971: Die 2 (The Persuaders!) (Fernsehserie, 1 Folge)
- 1971: Ein Mann in der Wildnis (A Man in the Wilderness)
- 1972: Blutroter Morgen (Sitting Target)
- 1973: Kein Pardon für Schutzengel ( The Protectors) (Fernsehserie, 1 Folge)
- 1975: Die Füchse (The Sweeney) (Fernsehserie, 1 Folge)
- 1975: Mondbasis Alpha 1 (Space 1999) (Fernsehserie, 1 Folge)
- 1975: Doctor Who (Fernsehserie, 4 Folgen)
- 1978: Ein Loch in der Zeit (A Hitch in the Time)
- 1979: Die Onedin-Linie ( The Onedin Line) (Fernsehserie, 1 Folge)
- 1980: Nick Lewis, Chief Inspector (The Enigma Files) (Fernsehserie, 1 Folge)
- 1982: Ivanhoe (TV-Produktion)
- 1982: Oliver Twist (TV-Produktion)
- 1983: Im Zeichen der Vier (The Sign of Four)
- 1985: Black Arrow – Krieg der Rosen (Black Arrow)
- 1993: Strange Horizons
- 2000: Dune – Der Wüstenplanet (Dr. Wellington Yueh)
- 2003: Hitler – Aufstieg des Bösen (Hitler: The Rise of Evil)